# Jerome H. Barkow
Jerome H. Barkow (18 de enero de 1944-Halifax, 30 de abril de 2024) fue un antropólogo canadiense que ha contribuido al campo de la psicología evolucionista. 

## Biografía
Obtuvo una licenciatura en psicología del College de Brooklyn en 1964, y luego un Ph.D. en Desarrollo Humano de la Universidad de Chicago en 1970. Fue profesor de antropología social en la Universidad de Dalhousie y miembro perteneciente al Instituto de Cognición y Cultura en la Universidad de la Reina de Belfast.
Ha publicado sobre un amplio rango de temas, que van desde los trabajadores sexuales en Nigeria hasta las clases de seres que el proyecto SETI ha encontrado. Sin embargo, es más conocido por ser el autor de Darwin, Sex, and Status: Biological Approaches to Mind and Culture (1989). Más tarde, junto con Leda Cosmides y John Tooby, redactó el influyente libro La mente adaptada: psicología evolucionista y la génesis de la cultura (1992). Finalmente, una obra más reciente cuyo redactor también fue Barkow es Missing the Revolution: Darwinism for Social Scientists (2006).
Falleció como consecuencia de un cáncer de esófago el 30 de abril de 2024 en su domicilio de Halifax.